# كريم بيرك
كريم بيرك (بالإنجليزية: Kareem Burke)‏ هو مدير مواهب ومنتج أسطوانات ومنتج أفلام أمريكي، ولد في 19 يناير 1974 في نيويورك في الولايات المتحدة.

## وصلات خارجية
- كريم بيرك على موقع IMDb (الإنجليزية)
- كريم بيرك على موقع ميوزك برينز (الإنجليزية)
- كريم بيرك على موقع أول ميوزيك (الإنجليزية)
- كريم بيرك على موقع ديسكوغز (الإنجليزية)